# Chamartín de la Rosa
Chamartín de la Rosa fue una villa y municipio al norte de Madrid (España), donde hoy se encuentran los distritos de Chamartín, Tetuán y la parte norte de Ciudad Lineal, conocida como Pinar de Chamartín.

## Etimología
El origen del nombre de Chamartín no se conoce con seguridad. Una de las hipótesis más conocidas es la de Chez Martín, aludiendo a una supuesta fonda regentada por un francés y situada en dicha localidad. Al hilo de esta, una etimología claramente de tipo popular afirma que, en dicha taberna, le pedían vino al dueño gritándole: «¡echa, Martín!». También se ha propuesto como explicación una corrupción de San Martín en Chan-Martín, aunque esta última hipótesis tiene la dificultad de que el patrón del pueblo, así como del actual barrio, es San Miguel.[cita requerida]
Sabiendo que formaba parte del sexmo de Vallecas, y que aparece en la Edad Media repoblado por vascones, el cha podría venir del euskera hablado por los primeros habitantes: etxe. En este caso, vendría a significar "casa de Martín". Sin embargo, la posición defendida por Menéndez Pidal es aquella de que vendría de aita, también vasco, significando "padre/jefe/cabecilla" (en documentos medievales, aita aparece también como ecta, egga, echa, etcétera, y se extiende por varios pueblos hasta Portugal), con lo que Chamartín significaría la "aldea del capitán Martín"; hipótesis que, por otro lado, concuerda con la existencia de una torre de vigía al otro lado del Abroñigal (en la actualidad la M-30) en el barrio que hoy es llamado, precisamente, de Atalaya. 
El profesor universitario Emilio Nieto Ballester, en su obra Breve diccionario de topónimos españoles (Madrid, 1997), defiende esta última postura, con la salvedad de que afirma que tanto aita como su derivado castellanizado echa, eran usados en la Edad Media como nombres comunes de personas. De este modo, nos encontraríamos con un simple antropo-topónimo, tan común en la toponimia tanto local como universal: "(la aldea o quinta del señor) Echa Martín".

## Localización geográfica
Chamartín de la Rosa limitaba con varios municipios. 
- Al norte y al oeste con Fuencarral
- Al sur con Madrid, linde que con el paso del tiempo fue decreciendo, desde la glorieta de Bilbao hasta la de Cuatro Caminos.
- Al noreste con Hortaleza
- Al sureste con Canillas

## Historia
Los orígenes medievales son oscuros y no se sabe casi nada, aunque por una de las etimologías de Chamartín (cha- podría ser aita = padre), podríamos aventurar que fuera fundada por vascones o quizá navarros en el s. XI. Fue ligada a Madrid a través de su fuero en 1222 en el sexmo de Vallecas, junto con otras aldeas (Canillejas, Vallecas, Vicálvaro, etc). En algún momento obtuvo el título de villa, pues aparece así recogido en las relaciones topográficas de Felipe II y el catastro de Ensenada.
El catastro del marqués de la Ensenada de 1752 recoge que Chamartín tenía una extensión de 3000 fanegas, la mayor parte dedicadas al secano, pero con algunas huertas, pastos comunales y un bosque que para entonces ya era un descampado; que poseía una taberna, un puente que cruzaba el arroyo Abroñigal y un médico, llamado Juan Sánchez que lo era también de Fuencarral. La mayoría de la población estaba constituida por jornaleros (con 10 pobres) y había un cura.
La primera vez que entra en la Historia es durante la Guerra de Independencia, como narra Benito Pérez Galdós en uno de sus Episodios Nacionales, titulado precisamente Napoleón en Chamartín. En este momento (diciembre de 1808), las tropas napoleónicas acamparon en el Olivar de Chamartín, mientras el Emperador dormía en el Palacio Nuevo de los Duques del Infantado (colegio del Sagrado Corazón). Allí firmó el histórico decreto de anulación de la Inquisición. La aldea tenía en ese momento menos de 700 habitantes. A mediados del siglo XIX, se fijó su término municipal, que llegaba hasta lo que más tarde sería la prolongación de la calle de Alcalá. Alcanzó los 800 a comienzos del siglo XX y se comunicó con la capital a través de un tranvía (subiendo por la Castellana, y sirviendo así también al barrio de Tetuán).
La mayor parte de los terrenos de Chamartín de la Rosa pertenecía a los duques del Infantado, familia que desde 1676 ostentaba también el ducado de Pastrana. Cuando ambos ducados volvieron a ser separados en 1852 por deseo de la Corona (que veía mal tantos títulos acumulados en una sola persona), las tierras chamartinenses quedaron en manos de Manuel Álvarez de Toledo Lasparre, convertido en esa fecha en el XII duque de Pastrana, y que estaba casado con Dionisia Vives y Zires, condesa de Cuba. Ambos muy religiosos y desprovistos de descendencia, decidieron donar en 1859 todo su patrimonio a la Iglesia: una parte de los terrenos, lo que era el entorno del Palacio Nuevo, fue a parar a manos de la congregación de Religiosas del Sagrado Corazón de Jesús para la fundación de un colegio; la otra parte, la llamada «Quinta del Recuerdo», recayó en la Compañía de Jesús (a la que admiraban mucho los Pastrana) para la fundación del colegio Nuestra Señora del Recuerdo, conocido como los Jesuitas de Chamartín.

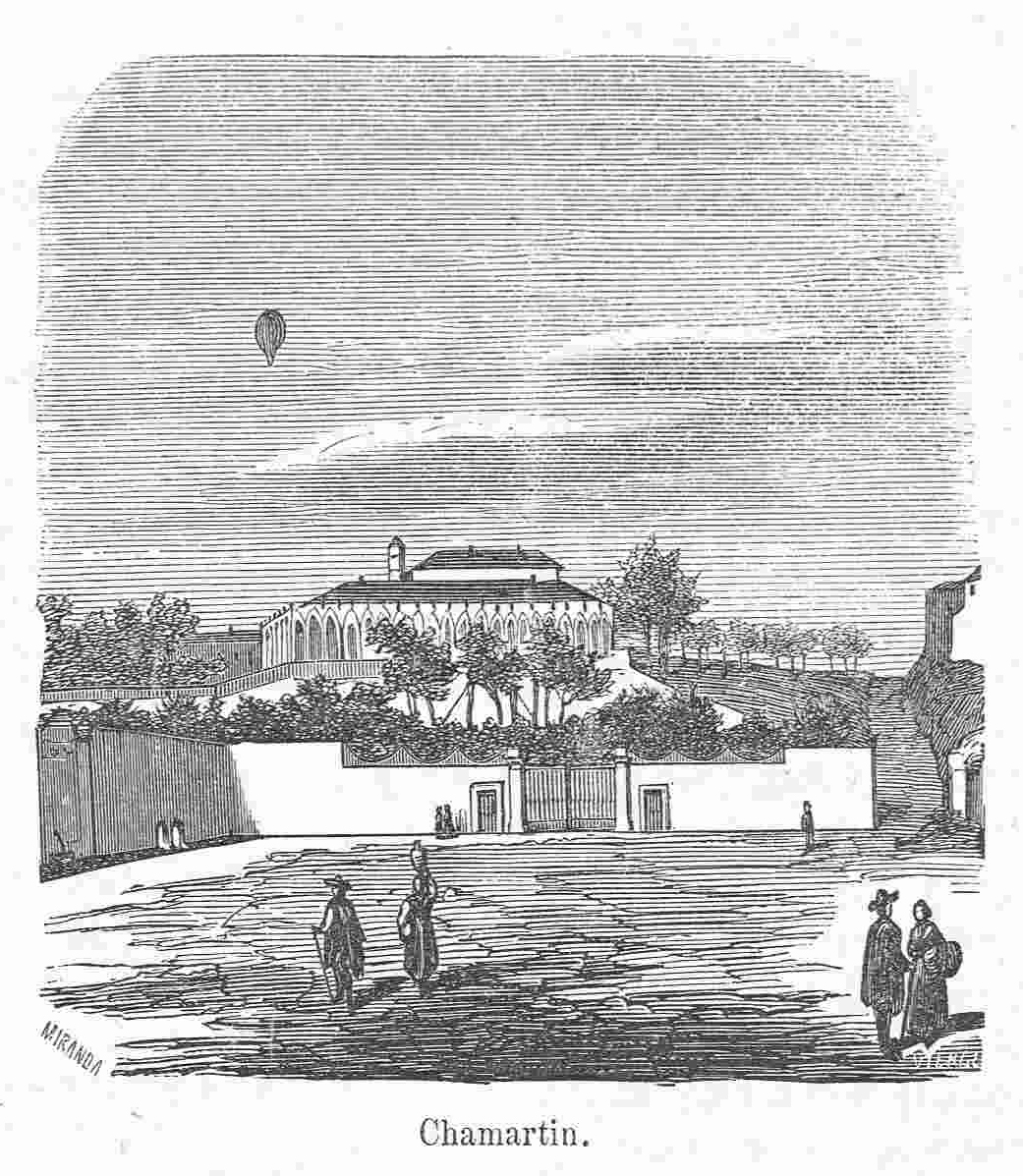
Chamartín (c. 1866)

En 1860 el ejército victorioso que venía de la guerra de África acampaba en las dehesas al norte de Madrid, pertenecientes a Chamartín de la Rosa, mientras se preparaba la entrada triunfal en la capital, que nunca sucedió. Alrededor del campamento, que de provisional se iba convirtiendo en permanente, se fueron instalando comerciantes y se creó el barrio de Tetuán de las Victorias.
En Chamartín vivió Ramón Menéndez Pidal, que se interesó por la historia local; su casa se mantiene en el Olivar. También Elena Fortún tuvo aquí su casa, adquirida con el éxito de ventas de la saga infantil del personaje Celia, llamada Los Álamos. Esta casa tiene una importante presencia en el libro Celia en la Revolución (1943, publicado por primera vez en 1987). 
En 1929, había 42 000 habitantes empadronados; la inmensa mayoría de ellos no vivía en el pueblo mismo, sino en el amplísimo término municipal, que se extendía hacia el barrio de Tetuán de las Victorias y hacia el norte de la actual Ciudad Lineal.
Durante la guerra, Chamartín estuvo en la zona republicana, como puede apreciarse en el libro Celia en la Revolución de Elena Fortún. Al estar cerca de la zona de combate, varios refugiados del municipio se fueron, ya en 1936 hacia zonas más seguras.
En 1943 la Diputación provincial elige mayoritariamente a su alcalde Manuel Torres Garrido para el cargo de procurador en Cortes en la I Legislatura de las Cortes Españolas (1943-1946), representando a los municipios de esta provincia
Fue anexionado a Madrid el 5 de junio de 1948, convirtiéndose en el primer municipio de la periferia madrileña en incorporarse a su término.

## Demografía
| Gráfica de evolución demográfica de Chamartín de la Rosa entre 1842 y 1940 |
| |
| Población de derecho según los censos de población del INE Población de hecho según los censos de población del INEEn estos censos se denominaba Chamartín: 1842, 1857, 1860 y 1877 Entre el censo de 1950 y el anterior, este municipio desaparece porque se integra en el municipio 28079 (Madrid) |

## Patrimonio

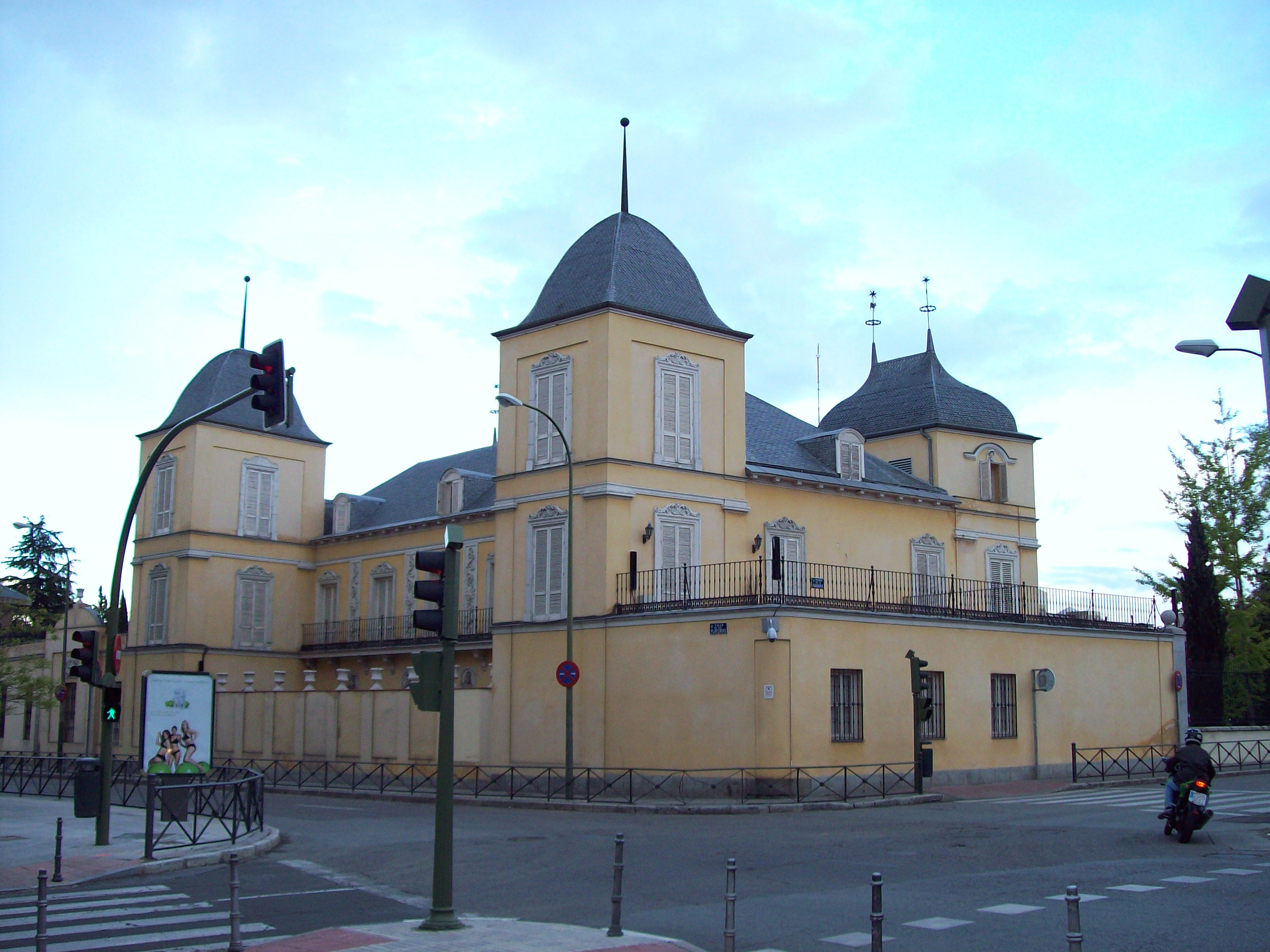
Palacete de Louis Gilhou (calle de Platerías, 2)

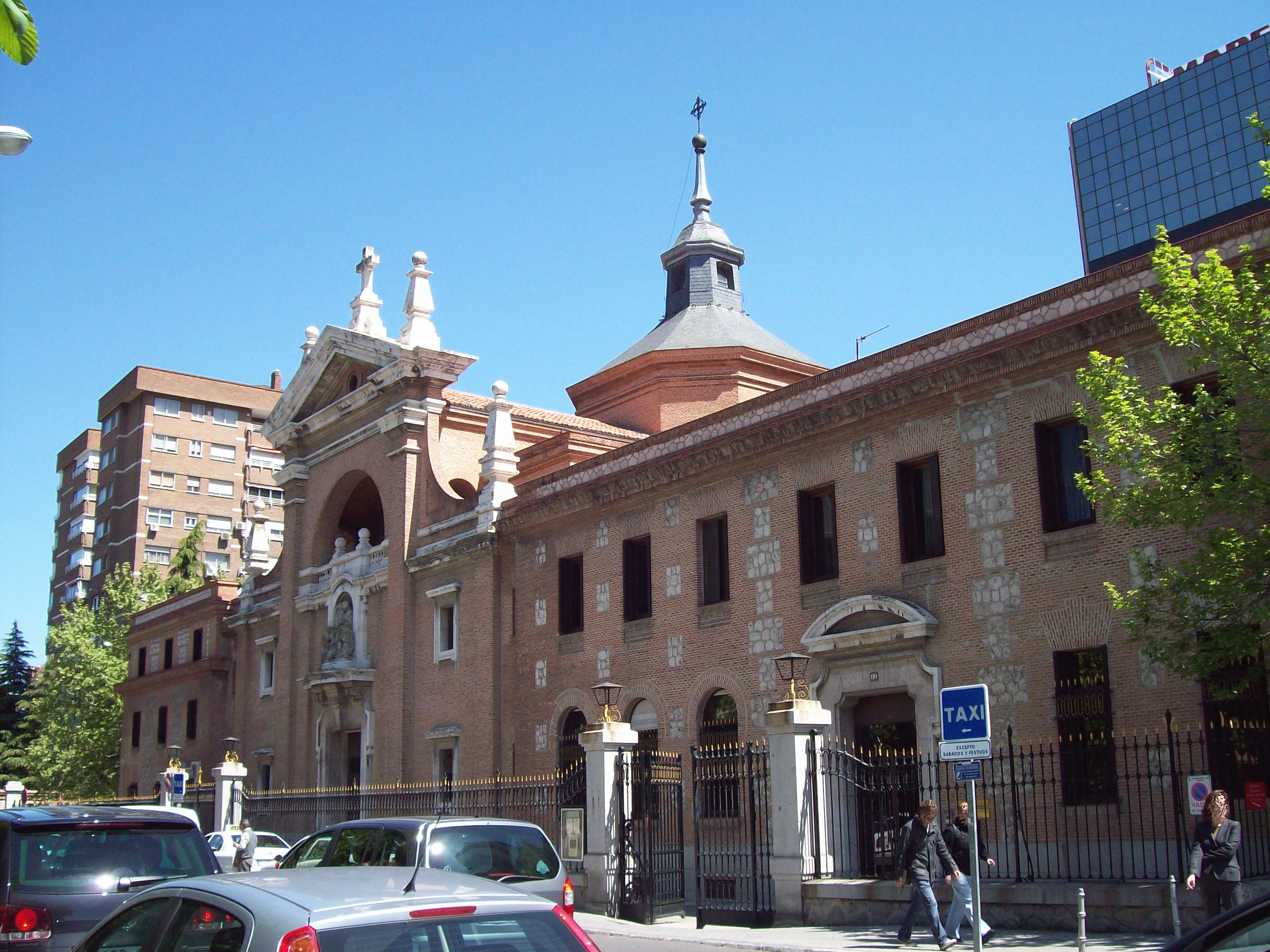
Convento de las Reparadoras, en la avenida (antigua carretera) de Burgos

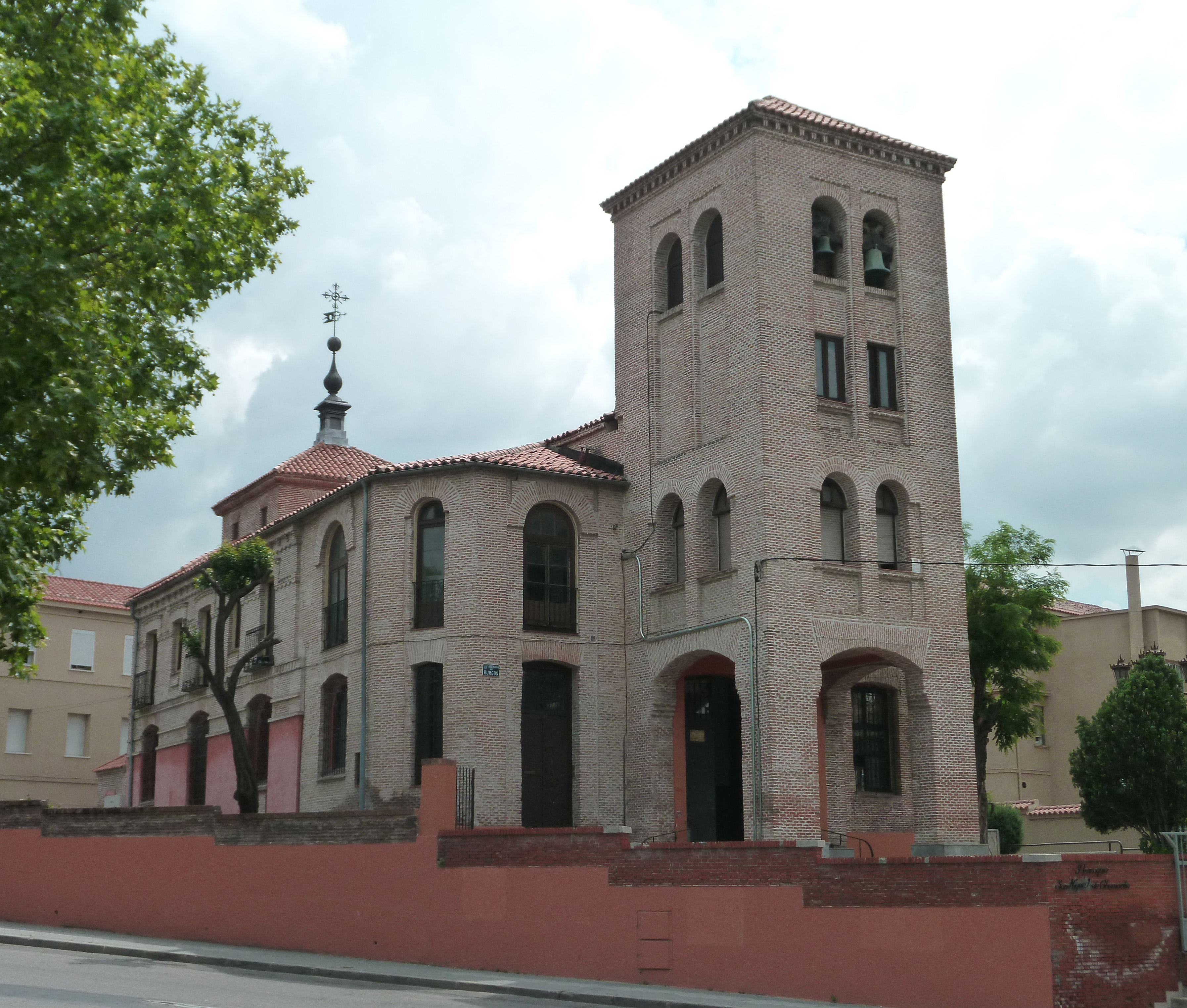
Iglesia de San Miguel de Chamartín, construida en el siglo XVI, aunque otras fuentes retrasan su origen al siglo XIII o al XII. Incendiada durante la quema de conventos en mayo de 1931, fue reconstruida en los años 40.

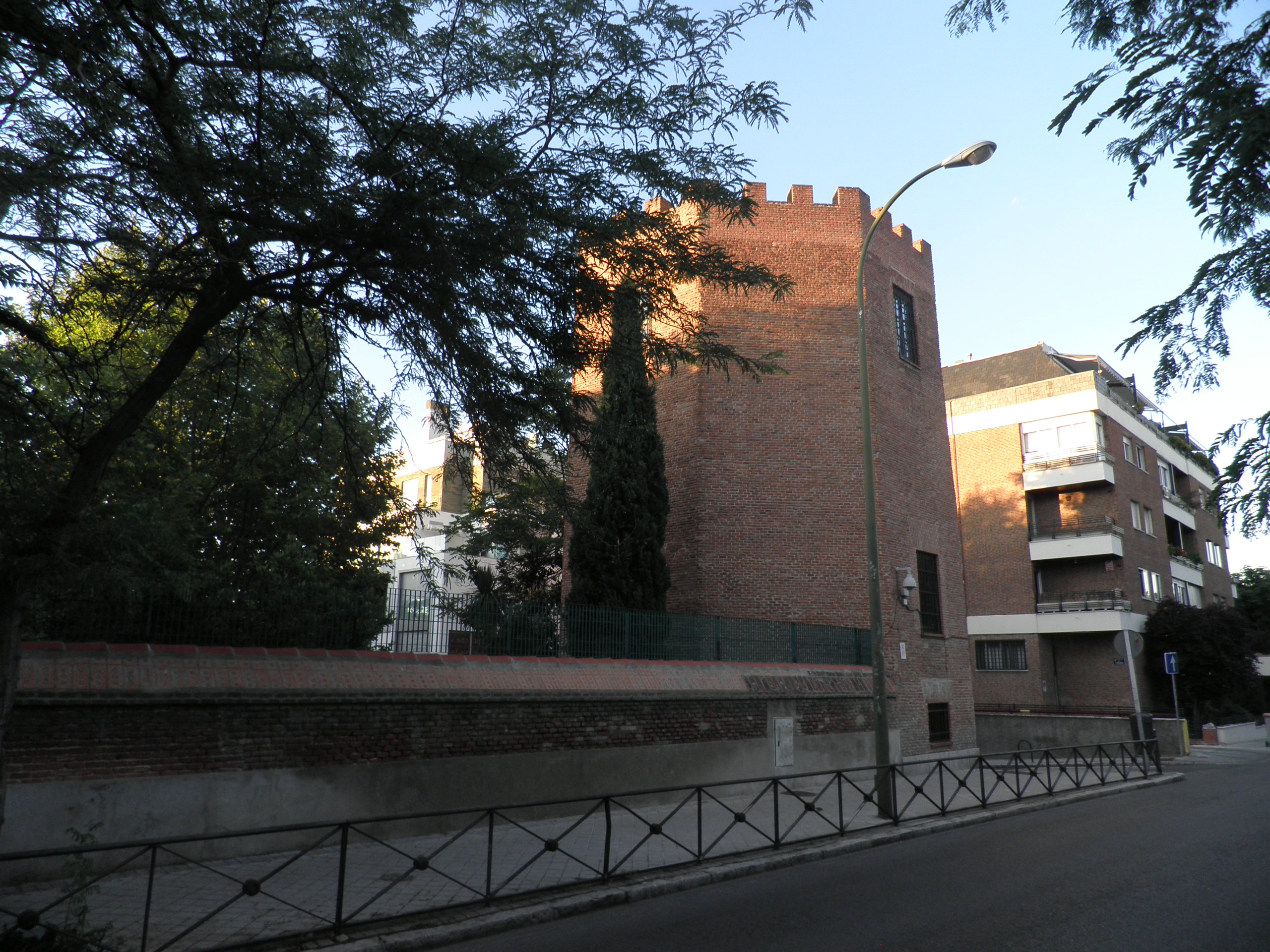
Detalle de la antigua Quinta de San Enrique, hoy propiedad de la ONCE.

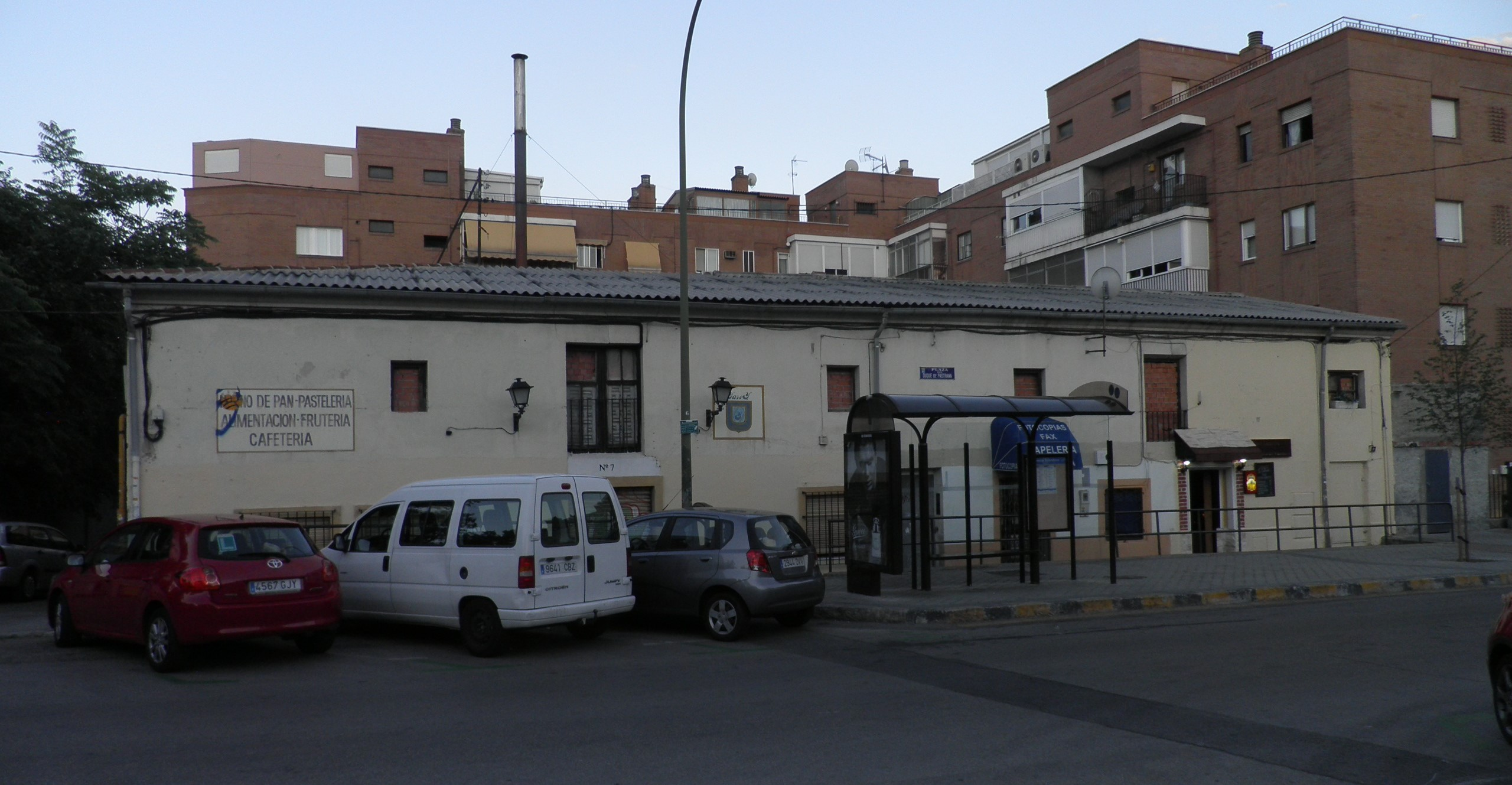
Casa de la antigua plaza Mayor de Chamartín, hoy llamada Duque de Pastrana; derribada en 2019

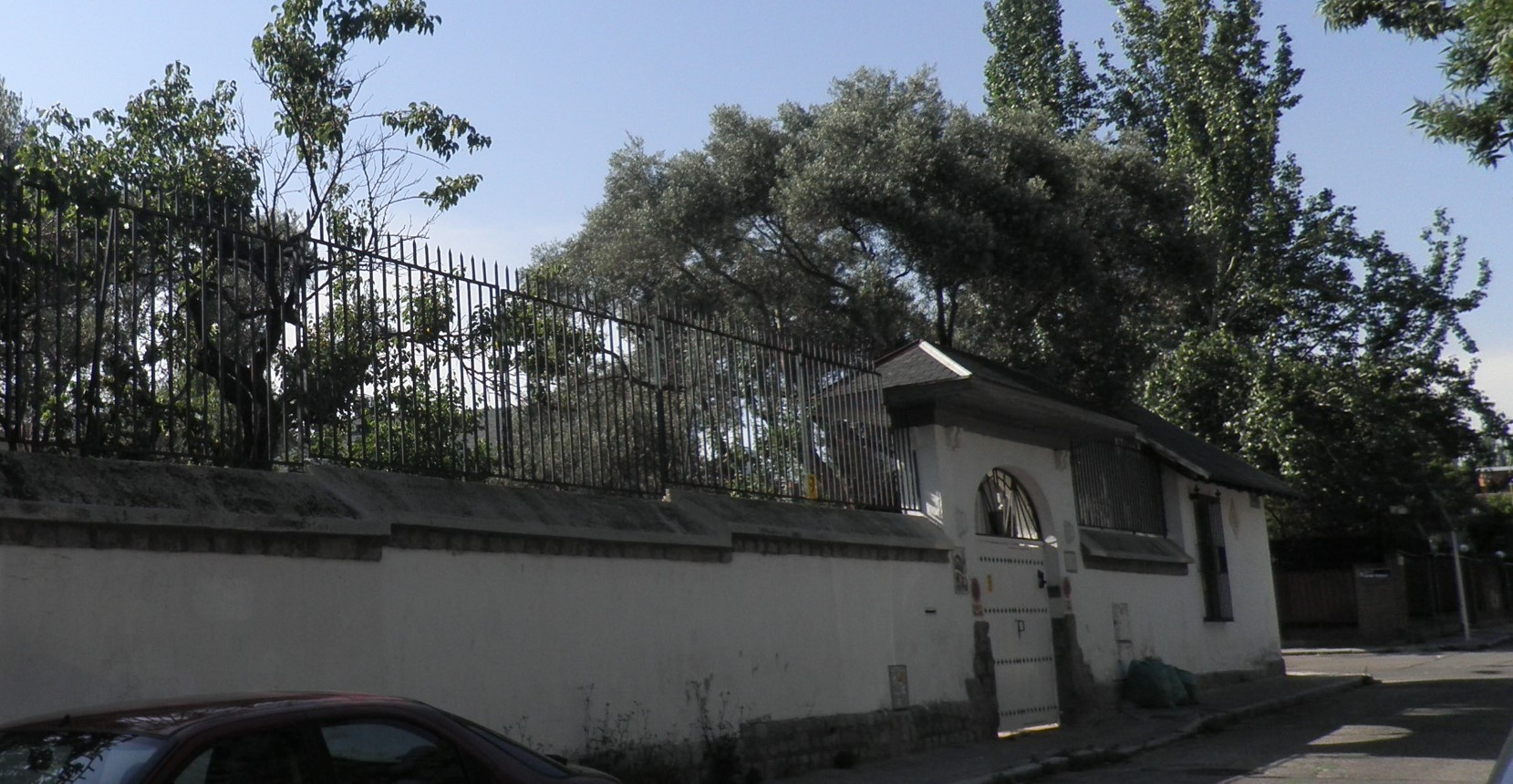
Casa y olivar del historiador y filólogo Ramón Menéndez Pidal, en la calle de su nombre

Un ejemplo del patrimonio, hoy desaparecido, de Chamartín es el Palacio de los Duques de Pastrana-Infantado, descendientes de los poderosos Mendoza; de hecho se trata del Palacio Nuevo de esta familia noble, construido en el siglo XVIII y cedido en 1859 (como se vio más arriba) a la congregación de las Religiosas del Sagrado Corazón de Jesús, que hicieron de él el actual colegio del Sagrado Corazón. En mayo de 1931, en el ámbito del episodio de la quema de conventos, un incendio provocado por una turba exaltada quemó gran parte del palacio, que fue sustituido con pabellones nuevos. La calle anexa al complejo (que ahora incluye la Casa Provincial de la congregación) está dedicada a Santa Magdalena Sofía, fundadora del instituto religioso. Frente a este antiguo palacio (al otro lado de la actual avenida de Burgos) se encuentra la antigua Quinta del Recuerdo, que de hecho eran los jardines y el Palacio Antiguo de los mismos Duques del Infantado-Pastrana, y donde desde 1859 están instalados los jesuitas; no quedando nada de aquel palacio antiguo (demolido por amenazar ruina y ser por tanto peligroso para un centro educativo), en este lugar se levanta el moderno colegio Nuestra Señora del Recuerdo. También parece claro que en el llamado barrio de Atalaya, en el actual distrito de Ciudad Lineal, hubo una torre de vigía.
La aldea propiamente dicha se encontraba alrededor de la actual plaza del Duque de Pastrana, antigua plaza Mayor. Al lado, ya en la avenida de Burgos, se encuentra la vieja iglesia de San Miguel de Chamartín (siglo XVI), dedicada a San Miguel, que como parroquia (no como edificio) existe desde el siglo XIII, y que fue reconstruida tras ser también incendiada durante la II República. La calle principal de Chamartín era la actual calle de Platerías, que se prolonga en la calle de los Caídos de la División Azul. Quedan pequeños restos del caserío antiguo en la antigua plaza Mayor, en la vecina Colonia Rosales, y en las calles de Alfonso VIII y de Rodríguez Jaén.
En la esquina de Platerías con el final del paseo de La Habana (antiguo camino o carretera de Chamartín) se halla la llamada Quinta de San Enrique, propiedad desde 1846 del financiero francés Louis Guilhou, que construyó allí un elegante palacete que aún hoy pervive. Tanto la quinta como el palacete son hoy propiedad de la ONCE y se encuentran incluidos en su complejo, pero en el callejero de la zona perviven los nombres de la mujer del financiero, Dolores Povedano (calle ya desaparecida) y de la hija de ambos y última dueña de la quinta, María Guilhou. Algo más lejos se mantiene la vieja Colonia de Los Cármenes, situada entre las calles de Mateo Inurria y del General López Pozas, y que data de los años 20.
A las afueras del pueblo estaba (y aún está) el Olivar de Chamartín, entre las calles de Alberto Alcocer, Henri Dunant y Menéndez Pidal; la quinta de este último sabio (fallecido en 1968) aún se encuentra en este lugar. Existía (según el gran diccionario geográfico de Pascual Madoz) una ermita dedicada a Santa María Magdalena que se encontraba al principio de la actual calle del mismo nombre; su lugar es ocupado por una parroquia moderna bajo la advocación de la misma santa.
El arroyo Abroñigal (sobre cuyo curso transcurre hoy la M-30-Este, y que según el catastro del marqués de la Ensenada era cruzado por un puente que llevaba a Hortaleza) y el arroyo de la Fuente Castellana (hoy el paseo de la Castellana), servían a una zona de huertas que se encontraban entre ellas (como en la calle Menta, hoy calle Víctor Andrés Belaunde). Esta última era la calle principal del antiguo barrio de las Cuarenta Fanegas, algunas de cuyas casas aún se pueden ver al final de la calle de la Infanta María Teresa, en su confluencia con la calle de Serrano; al principio de la misma calle, en el paseo de La Habana (antiguo camino a Chamartín), se encontraba el restaurante Urumea, hoy ya derruido y trasladado a la cercana calle Cochabamba. También sigue existiendo la antigua colonia de Ciudad Jardín, situada entre la calle del Pintor Ribera y la avenida de Aster, ya muy cerca del Abroñigal/M-30.
El cementerio del pueblo, durante los siglos XIX y XX, se encontraba en los alrededores de la actual  estación ferroviaria de Chamartín, bajo algunos edificios que hay en la calle Mauricio Legendre y ocupando parte de la desaparecida elevación que se rebajó para disponer las vías del tren. Cuando se desmanteló en 1965, los restos se trasladaron al cementerio de la Almudena.
El Ayuntamiento original se ha perdido, pero la nueva casa consistorial de los años 20 y 30 se halla en la calle de Bravo Murillo (antes carretera de Francia), siendo hoy la Junta municipal de Tetuán.
Dentro del término municipal de Chamartín se encontraba la antigua aldea de Maudes (o Mahudes), que aparece en las crónicas medievales con castillo, y que estaría situada cerca de la plaza de Cuzco, en el solar del actual Ministerio de Economía. Hoy sólo queda de esta aldea el recuerdo, fosilizado en el nombre de un par de calles cercanas.
También dentro del antiguo término municipal se encontraba, al otro lado del arroyo de la Castellana, el barrio de Tetuán de las Victorias, de finales del siglo XIX, que actualmente es distrito independiente.

## Barrios del municipio
Según una ordenanza municipal de 1934, el pueblo se divide en los siguientes barrios: El Pinar, Ventilla, Progreso (que incluye las Cuarenta Fanegas, Ciudad Jardín y Maudes), Atalaya, Huerta del Obispo, Tetuán y Castillejos.

## Tradiciones
El santo patrón del pueblo, y hoy en día del barrio, es San Miguel Arcángel, orago de la vieja parroquia que está en la avenida de Burgos, y cuya fiesta es el 29 de septiembre; con motivo de ella se celebran las fiestas patronales locales en el parque de Berlín.